# Gilberto Duarte
Gilberto Duarte (ur. 6 lipca 1990 w Portimão) – portugalski piłkarz ręczny, lewy rozgrywający, od 2018 zawodnik FC Barcelona.

## Kariera sportowa
W latach 2007–2016 był zawodnikiem FC Porto, do którego trafił z Lagoa Academico Clube. Z portugalskim klubem siedem razy wywalczył mistrzostwo kraju, ponadto w 2012 został wybrany najlepszym graczem ligi portugalskiej. W barwach FC Porto występował także w europejskich pucharach. W Pucharze EHF zdobył w ciągu czterech sezonów 69 goli, a w Lidze Mistrzów (2013/2014, 2015/2016) rzucił 99 bramek.
W 2016 podpisał trzyletni kontrakt z Wisłą Płock. W sezonie 2016/2017, w którym rozegrał 29 meczów i zdobył 65 goli, otrzymał nominację do tytułu najlepszego obrońcy Superligi. Wystąpił również w 14 meczach Ligi Mistrzów i rzucił 43 bramki. W sezonie 2017/2018, w którym rozegrał 31 spotkań i zdobył 78 goli, został nominowany do nagród dla najlepszego zawodnika, najlepszego obrońcy i najlepszego bocznego rozgrywającego Superligi (żadnej z nich jednak nie otrzymał). W Lidze Mistrzów rozegrał zaś 14 meczów i rzucił 54 bramki.
W 2018 został zawodnikiem Barcelony, z którą podpisał roczny kontrakt.
W 2010 zdobył srebrny medal podczas mistrzostw Europy U-20 na Słowacji – w turnieju tym w siedmiu spotkaniach rzucił 27 goli, w tym trzy w przegranym meczu finałowym z Danią (24:30). W 2011 uczestniczył w mistrzostwach świata U-21 w Grecji (9. miejsce), w których w dziewięciu meczach zdobył 43 bramki.
W 2012 zadebiutował w reprezentacji Portugalii. Występował m.in. w meczach kwalifikacyjnych do mistrzostw świata w Katarze (24 bramki), mistrzostw Europy w Polsce (37 goli) i mistrzostw Europy w Chorwacji (24 bramki).

## Sukcesy
FC Porto
- Mistrzostwo Portugalii: 2008/2009, 2009/2010, 2010/2011, 2011/2012, 2012/2013, 2013/2014, 2014/2015

Reprezentacja Portugalii
- 2. miejsce w mistrzostwach Europy U-20: 2010